# Calendar Girl (альбом Джули Лондон)
Calendar Girl — третий студийный альбом американской певицы Джули Лондон, выпущенный в 1956 году на лейбле Liberty Records. В соответствии с названием («Девушка из календаря») каждый из двенадцати треков имеет в названии определённый месяц, завершается альбом песней под названием «Thirteenth Month» («Тринадцатый месяц»). Две песни были написаны для этого альбома будущим мужем Лондон, Бобби Трупом, который также спродюсировал альбом.

## Список композиций
| №  | Название                     | Автор(ы)                                | Длительность |
| -- | ---------------------------- | --------------------------------------- | ------------ |
| 1. | «June in January»            | Ральф Райнер, Лео Робин                 | 2:11         |
| 2. | «February Brings the Rain»   | Бобби Труп                              | 2:23         |
| 3. | «Melancholy March»           | Герман Сондерс, Дори Лэнгдон            | 2:21         |
| 4. | «I’ll Remember April»        | Джин Де Пол, Патриция Джонстон, Дон Рэй | 2:01         |
| 5. | «People Who Are Born in May» | Эрл Брент                               | 1:42         |
| 6. | «Memphis in June»            | Хоги Кармайкл, Пол Фрэнсис Уэбстер      | 2:01         |

| №                   | Название                | Автор(ы)                       | Длительность |
| ------------------- | ----------------------- | ------------------------------ | ------------ |
| 1.                  | «Sleigh Ride in July»   | Джонни Берк, Джимми Ван Хьюзен | 2:22         |
| 2.                  | «Time for August»       | Артур Гамильтон                | 2:02         |
| 3.                  | «September in the Rain» | Гарри Уоррен, Эл Дубин         | 1:42         |
| 4.                  | «This October»          | Бобби Труп                     | 1:47         |
| 5.                  | «November Twilight»     | Пит Кинг, Пол Фрэнсис Уэбстер  | 3:22         |
| 6.                  | «Warm December»         | Боб Расселл                    | 1:58         |
| 7.                  | «Thirteenth Month»      | Артур Гамильтон                | 2:28         |
| Общая длительность: | Общая длительность:     | Общая длительность:            | 28:20        |

## Чарты
| Чарт (1956)             | Высшая позиция |
| ----------------------- | -------------- |
| США (Billboard Top LPs) | 18             |